# Керес, Пауль Петрович
Па́уль Петро́вич Ке́рес (при рождении Пауль Керес, эст. Paul Keres; 7 января 1916, Нарва, Петроградская губерния, Российская империя — 5 июня 1975, Хельсинки, Финляндия) — эстонский и советский шахматист, шахматный композитор и теоретик. Один из сильнейших шахматистов мира 1930—1960-х годов. Вошёл в список «100 великих деятелей Эстонии XX века», признан лучшим спортсменом Эстонии в XX веке. Первый в истории шахматист, которого изобразили на банкнотах (5 эстонских крон).
Гроссмейстер (1937), международный гроссмейстер с момента учреждения звания (1950), международный арбитр по шахматной композиции (1957), международный арбитр по шахматам (1974), Заслуженный мастер спорта СССР (1948). Вместе с Ройбеном Файном поделил 1—2-е места на АВРО-турнире 1938, где определяли претендента на титул чемпиона мира. Четыре раза подряд занимал второе место на турнирах претендентов (1953, 1956, 1959, 1962), останавливаясь в шаге от матча за титул чемпиона мира по шахматам, за что получил прозвище «вечно второй». Пятикратный чемпион Эстонии. Трёхкратный чемпион СССР (1947, 1950, 1951). В составе сборной Советского Союза 7 раз выигрывал шахматные олимпиады и трижды — командные чемпионаты Европы. Награждён орденом Трудового Красного Знамени (1957).
Младший брат физика Харальда Кереса.

## Биография

### Детство
Пауль Петрович Керес родился 7 января 1916 года в Нарве (сейчас Эстония) в семье портного Пеэтера Кереса и швеи Марие Керес.
Первый раз Пауль проявил свои шахматные способности в 4 года.
Он часто наблюдал за партиями отца, и в одной из них ему показалось, что отец может сделать сильный ход конём. Тогда Пауль посоветовал ему: «Папа, ходи конём!».
Однако это сильно не понравилось сопернику отца, он смахнул фигуры с доски и удалил молодого Кереса из комнаты.
В 1922 году семья Керес вернулась в Пярну.
Мать Пауля была против увлечения сына шахматами и часто сжигала шахматные фигуры, но Пауль не бросал играть.
Первое время он состязался со своим отцом, но потом прекратил это занятие, обучался также игре на музыкальных инструментах.
Когда Керес пошёл в школу, он возобновил своё увлечение шахматами.
В это время основным его противником был старший брат — Харальд Керес.
Через некоторое время братья обнаружили в шахматной газете запись партии и вскоре стали записывать все партии.
Ранее в Пярну были молодые шахматисты, но, когда у Пауля проявился интерес к шахматной игре, они уже перестали ими заниматься.
Когда в школе у 13-летнего Пауля Кереса не осталось равных с ним соперников, он захотел записаться на местный блицтурнир.
Его не хотели пускать, так как он был слишком мал, и ему предложили сыграть две партии.
Так как вторую он выиграл, его допустили.
Юный шахматист выиграл турнир, набрав 8 очков из 8.
Благодаря этому результату его включили в сборную города.
Вскоре сборная Пярну встретилась с командой Вильянди.
Противником Кереса стал Ильмар Рауд.
Первая партия закончилась вничью, во второй он проиграл, не заметив мат в один ход.
Но его утешил блицтурнир, который он выиграл.
Вскоре Керес сам стал размещать задачи в газетах.
В конце 1929 года в Пярну давал сеанс одновременной игры шахматный мастер Владас Микенас.
В числе соперников был Керес.
Он не только выиграл у мастера, но и помог своему однокласснику.
Уже к 14 летию в коллекции Пауля было собрано 700 лучших партий.
Вскоре газета уведомляла всех о начале нового турнира школьников Эстонии.
Керес прибыл туда со своим старшим братом.
Всех поразила комбинационная игра маленького мальчика.
Сидя на стуле, он не доставал до пола ногами, однако набрал 8 из 9 очков и стал чемпионом.
В блиц-турнире он занял 4 место.

### Юность
В 1930 году Керес уже не мог найти достойного соперника в Пярну.
Его земляк Виркус, который когда-то был трёхкратным чемпионом среди школьников, бросил это занятие и стал играть в волейбол.
Паулю пришлось искать нового соперника, и им стал унтер-офицер Антон Пугал-Касема, игравший довольно слабо.
Благодаря шахматному журналу Мартина Виллемсона Керес увлёкся игрой по переписке.
Через некоторое время Пауль занял одиннадцатое место в турнире журнала по решению задач и получил книгу Ханса Кмоха «Искусство защиты».
В сентябре 1931 года Пауль записался в турнир по переписке. В декабре 1932 года выиграл его, набрав 9 очков из 10.
В 1932 году Мартин Виллемсон заболел, и чтобы соревнования не прекратились Керес и Пугал решили взять организацию в свои руки.
Через год Виллемсон умер от туберкулёза, и друзья организовали турнир в честь его памяти.
В 1933 году Керес организовал матч Эстония-Швеция. Счёт был 8,5 : 3,5 в пользу Эстонии.
В том же году Пауль начинает размещать задачи в газетах на постоянной основе, а с 1934 года ведёт шахматную рубрику.
Тогда же он сочинил вариант продолжения в королевском гамбите, который позже был назван вариантом Кереса.
В 1932—1933 годах Пауль выиграл ещё 2 турнира среди школьников.

### Начало шахматной карьеры

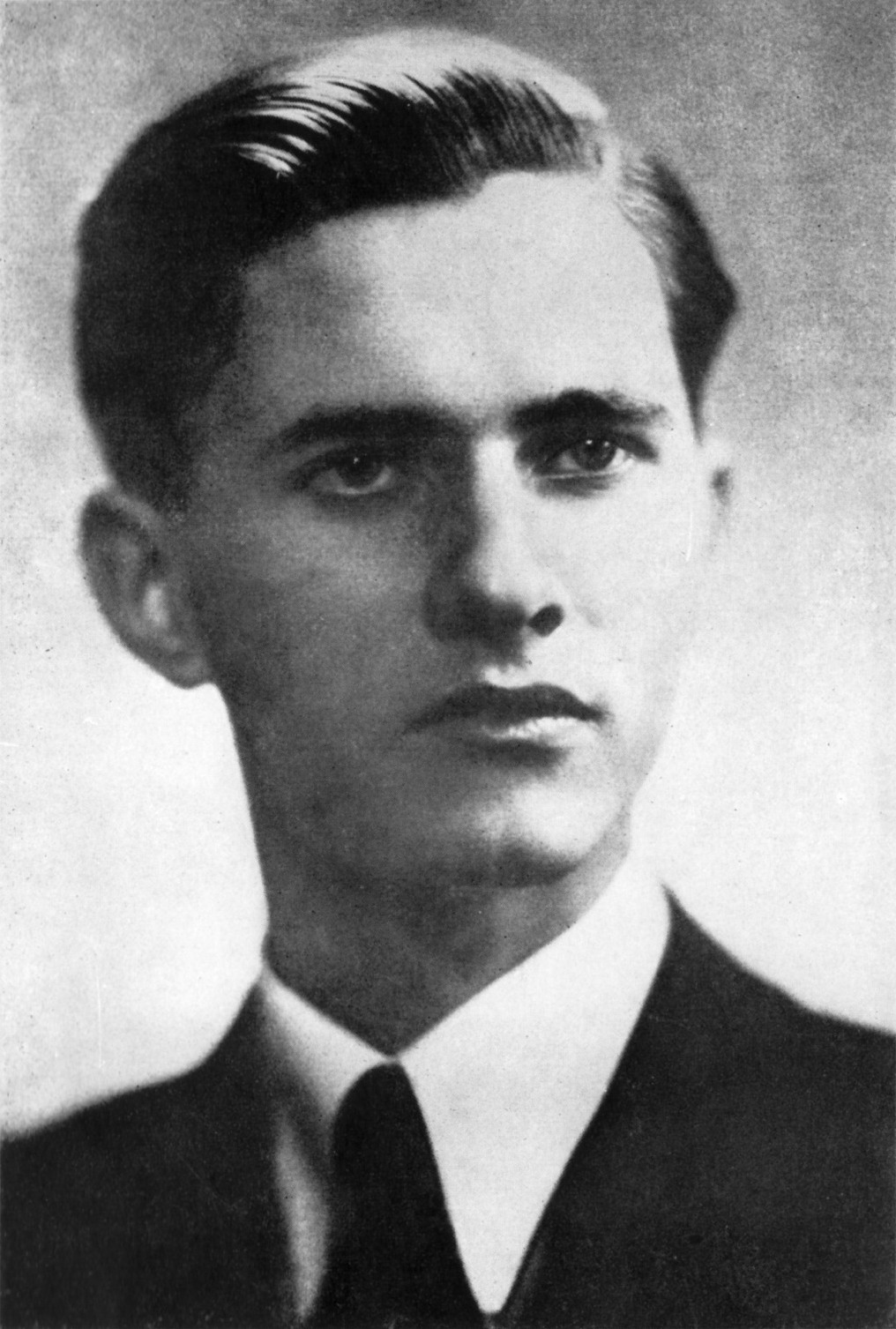
Керес в молодости

В 1933 году старший брат Херальд поступил в Тартуский университет и впоследствии стал физиком, а Пауль готовился выйти на новый шахматный уровень.
Ещё в 1931 из Эстонии в Литву уехал чемпион Микенас, поэтому пришлось устраивать второй чемпионат страны, который выиграл Лаурине.
Игроки второго чемпионата образовали первую лигу, попасть в которую мог тот, кто победил во второй.
В 1933 году Керес смог пройти во вторую лигу, но у него появился сильный конкурент Пауль Шмидт.
Турнир второй лиги проходил в Таллине с 14 по 17 апреля 1933 года.
С шестью соперниками Пауль расправился, но в седьмом туре он проиграл Шмидту.
В восьмом туре Керес играл с Каппе.
Так как Пауль шёл впереди всех на пол-очка, ему хватало ничьи, но, неправильно сыграв в дебюте партии, проиграл.
Таким образом у Каппе и Шмидта было равное количество очков и пришлось устраивать дополнительный матч, в котором выиграл Шмидт со счётом 2:0, он и перешёл в первую лигу.
Пауль много сил тратил на игру в шахматы по переписке.
Как утверждал его друг Юрий Ребане, Керес мог играть одновременно 150 партий.
Часто он мог решить задачу, едва взглянув на неё, а однажды сразу обнаружил 3 ошибки в новой задаче.
Весной 1934 года Керес окончил пярнускую мужскую гимназию и занялся изготовлением окарин и маленьких глиняных флейт.
В этом году на турнире второй лиги Пауль лидировал, но в последнем туре отстал от победителя на пол-очка.
Несмотря на это, Кереса зачислили в первую лигу тринадцатым.
Первая лига 1934 года была признана самой сильной за свою историю.
Кереса не считали кандидатом на первое место, даже он сам ставил себя лишь на третье.
Турнир начался 26 декабря 1934 года.
Фаворит турнира — Шмидт не смог участвовать в турнире по болезни.
Перед последним туром Керес вместе с Фридеманном делили первое место, а в последнем туре сыграли вничью.
Для определения победителя был устроен матч из трёх партий.
Первую Керес проиграл из-за своего дня рождения, однако в двух других выиграл, став чемпионом Эстонии.
Весной 1935 года таллинскому шахматному обществу исполнилось полвека.
В честь юбилея был устроен турнир, на который прибыли немец Земиш, чемпион Финляндии Бек, швед Даниельсон, чемпион Риги Берг и его земляк Витте.
По итогам турнира Керес занял второе место, а Шмидт первое.

### Варшавская Олимпиада
Эстонская шахматная команда долгое время не допускалась к шахматным олимпиадам.
Но в 1935 году она приняла участие в Варшавской олимпиаде.
Подсчёт возрастов выяснил, что у команды Эстонии общий возраст был 96 лет, а у других команд превышал 200 лет.
Эксперты оценивали шансы Эстонии не ниже 12-14 места.
Игровой день длился девять часов.
Керес начал олимпиаду так же робко, как и предыдущий турнир в Таллине.
В первом туре он выиграл у ирландца Рейли.
В следующем туре он играл с Александром Алехиным. В матче с ним Керес очень волновался, ожидая неожиданной ловушки. Керес проиграл Алехину в комбинации ладья и пешка за две лёгких фигуры.
В третьем туре Керес выиграл у латышского чемпиона Петрова, а в четвёртом — швейцарца Нягели. После 4 тура Эстония была на 2 месте. Потом Керес проиграл Савелию Тартаковеру. После него был выигрыш у Грюнфельда, потом — 3 победы, а затем — проигрыш Саломону Флору за 19 ходов.
Первое место в командном зачёте заняли США, а Эстония — лишь одиннадцатое.
Керес занял пятое место в личном первенстве, набрав 65,8 процентов и 12,5 из 19 очков.
Имя Кереса ещё долго не сходило с газет, и ему пророчили стать гроссмейстером.
Однако зимой 1935 года в Гастингсе Керес отказался от турнира.

### Бад-Наухайм
В марте 1936 года Пауль становится главным редактором нового шахматного журнала «Эстонские шахматисты» (эст. Eesti Male), который был тепло принят в соседнем Советском Союзе.
Как редактору ему платили маленькую зарплату, но он получал пособие в тысячу крон.
После турнира 1936 года Шмидт бросил вызов Кересу с предложением провести матч в июле.
Керес согласился и повёл в первом туре, однако во втором выиграл Шмидт, а третья партия закончилась вничью.
Четвёртую и пятую партию Пауль Шмидт снова выиграл. Керес взял перерыв на один день.
Наблюдатели утверждали, что у него нет шансов.
В качестве причин называли его отвлечение на игры по переписке и в бридж.
Несмотря на подобные заявления, Керес выиграл три решающих партии и стал первым в Эстонии чемпионом, защитившим свой чемпионский титул.
В 1936 году Кереса пригласили на турнир в Бад-Наухайме.
Первый, второй и третий туры закончились вничью, но в четвёртом он выиграл.
В пятом туре Пауль сыграл с Алехиным вничью.
По результатам Керес набрал 6,5 очков из 9 и занял первое место.
После победы Керес со своим другом Гидеоном Штальбергом поехали в Дрезден, где он набрал всего лишь 3,5 очка из 9, но после победы в Бад-Наухайме это его и не огорчало.

### Зандворт
В 1936 году Кереса пригласили на турнир в Зандворте вместо Ботвинника, и городское управление Пярну выделило на расходы 70 крон.
В первом туре Керес выиграл у австрийца Беккера, во втором — проиграл чемпиону мира Максу Эйве, в 4-м туре проиграл Файну. Потом его ожидали три победы, после чего он проиграл ветерану шахмат 66-летнему Мароци. Несмотря на это Пауль поделил 3-е место с Тартаковером.
Третье место в Зандворте считалось престижнее чем первое место в Бад-Наугейме. Поэтому, даже если бы Пауль занял 5-е место, его всё равно бы приглашали на международные шахматные турниры.

### Мюнхенская олимпиада
Весной 1936 года состоялась Мюнхенская шахматная олимпиада.
Сильные гроссмейстеры в ней не участвовали, бойкотируя нацистскую политику Германии.
Первое место в ней заняла команда Венгрии, а десятое — команда Эстонии, в которой было несколько сильных игроков, но и несколько слабых.
В личном зачёте Керес, играя в комбинационном стиле, занял первое место с 75 % побед.
Про него говорили, что он играет в стиле Алехина.
В сентябре 1936 года Кереса внесли в список лучших игроков 1936 года в следующем составе:
1. Хосе Капабланка.
2. Михаил Ботвинник.
3. Рубен Файн.
4. Макс Эйве.
5. Саломон Флор.
6. Александр Алехин.
7. Самуэль Решевский.
8. Эмануил Ласкер.
9. Андрэ Лилиенталь.
10. Пауль Керес.
11. Вячеслав Рагозин.
12. Вася Пирц.

### Четыре первых места
В 1937 году Керес выиграл Эстонский чемпионат, после которого его пригласили сделать ряд турне по шахматным турнирам в Маргите-Остенде-Праге-Вене.
Фаворитами турнира в Маргите были Алехин, Файн, Керес. В первом туре Пауль выиграл у Менчик. С третьей по седьмую партию Керес выиграл. Потом у Пауля была ничья с Файном. В итоге Керес взял первое место.
После этого Керес с Файном отправились в Остенд. Пауль сначала обыграл Файна, а потом проиграл две партии, в итоге поделив первое место с Гробом и Файном.
Далее Пауль отправился на турнир в Прагу. Там он одержал 8 побед кряду.
Одна из газет написала, что он «выигрывает партии, как дрова рубит».
На следующем турнире в Вене барон, который был спонсором турнира, придумал дебют, который пришлось играть всем участникам.
В этом турнире Пауль взял первое место, но в одной партии проиграл.
Про него говорили, что он играет в шахматы, как Паганини на скрипке.
После был турнир в Кемери, в котором принимали участие все звёзды, кроме Эйве и Ботвинника.
Кереса не ставили на первое — четвёртое место, но в процессе игры Пауля включили в восьмёрку мира.
В итоге Керес взял четвёртое место.
В этом же году был ещё один турнир, в котором участвовало много эстонцев, на котором Шмидт взял первое место, а Керес — второе.
В 1937 году состоялась Седьмая шахматная олимпиада, фаворитами которой считались США.
В итоге они и заняли первое место, а Эстония взяла седьмое.
В личном зачёте Керес занял второе место.

### Земмеринг
В июле 1937 году должен был состояться турнир восьмёрки мира в Земмеринге, но Алехин и Эйве отказались в нём участвовать из-за приближающего матча, а Ботвинник — из-за чемпионата СССР.
Оставалось шесть участников, к которым присоединились чемпион Австрии Эрих Элисказес и Владимир Петров.
Турнир, отложенный на август, перенесли ещё на две недели.
Четверым предполагаемым фаворитам определили гонорар: Капабланке — 500 долларов, Решевскому — 300, а Флору с Файном — по 200.
Одна эстонская газета писала, что здесь можно радоваться каждой ничьей, а победу можно ставить себе в достижение.
Турнир начался 7 сентября 1937 года.
В первом туре у Кереса была ничья с Флором, где он использовал комбинацию с жертвой слона, во втором туре ничья с Рагозиным, в третьей — тоже ничья, но четвёртую партию, которую несколько раз откладывали, Керес выиграл.
Пятый тур Керес выиграл у Элисказеса. Этой партии турнирный комитет присудил звание самой красивой.
Шестой тур Пауль выиграл у Решевского в эндшпиле, потом была ничья с Капабланкой и выигрыш у Флора за 20 ходов.
Кереса ставили в тройку сильнейших после Ботвинника и Эйве.
Хотя потом он и проиграл две партии, но после выиграл у Капабланки и занял первое место.
После турнира в Земмеринге Керес стал официальным кандидатом в чемпионы мира.

### ABPO-турнир
Не все разделяли претензии Кереса на чемпионство, например, Эм. Ласкер утверждал, что Керес ещё не кандидат в чемпионы мира.
Однако шумиха вокруг Пауля утихла, из-за того что Алехин стал чемпионом.
В январе 1938 года состоялся турнир в Гастингсе, где наблюдателем был Алехин, который читал лекции и анализировал партии.
До начала турнира одна из газет считала, что у Кереса нет шансов бороться за призовые места: его конкуренты жаждут реванша, а Пауль потратил много сил на сеанс одновременной игры.
Два первых тура Пауль лидировал, но потом его на пол-очка обошёл Решевский.
В результате, первое место досталось Решевскому, а второе и третье заняли Керес и Александер.
Алехин утверждал, что молодые мастера ещё не готовы стать чемпионами.
Осенью 1938 года Керес приступил к занятиям в университете и к написанию книги «Шахматная школа», которая была опубликована в 1939 году.
Хотя всех тревожило ожидание войны, в 1938 году должен был состоятся турнир восьмёрки в Голландии.
Некоторые шахматисты сомневались в возможности принять в нём участие, среди таких был и Флор со своим не арийским происхождением.
Напряжение нарастало, например, в Чехословакии в сентябре состоялся шахматный турнир в противогазах.
Однако турнир всё же начался 4 ноября 1938 года.
Наблюдатели ставили на Алехина, Ботвинника и Решевского.
По жеребьёвке Кересу достался восьмой номер.
Уже в первом туре стало понятно, что на этом турнире нет фаворитов и аутсайдеров, так как Файн, который считался слабым шахматистом, победил Ботвинника. В первом туре, играя голландскую защиту против голландца Эйве из-за беспечной игры противника Керес вырвал пол-очка. Во втором туре Керес играл с Ботвинником, а в третьем — с Флором, сведя эти партии к ничьей. Тартаковер опасался, что изучение Паулем математики повредило его фантазию. Четвёртый тур был проведён на севере Голландии, где Керес обыграл Решевского. Пятую партию Пауль еле свёл вничью с Алехиным. В шестом туре Керес победил Капабланку. В последнем туре первого круга Керес играл с лидером турнира Файном, в которой Рубен разыграл неизвестный вариант. Файн играл быстро и Керес пожертвовал пешку, но потом Файн не оценил комбинации Пауля и проиграл. Во втором круге Керес все семь партий сыграл вничью, но, тем не менее, смог настичь лидировавшего после первого круга Файна. Когда началась последняя четверть турнира, Керес не проиграл ни одной партии, находясь на первом месте. Эта четверть началась с партии с Алехиным, где Керес отказался от ничьей и пустил ферзя противника себе в тыл. В конце партии Керес мог поставить мат, но Алехин партию отложил. Потом Пауля ждала ничья в отложенной партии и ничья с Капабланкой. Последняя партия Кереса против Файна была сведена вничью. Таким образом, Керес стал победителем турнира.
На следующий день все эстонские газеты вышли с заголовком, что Пауль кандидат в чемпионы мира.
Президент турнира заявил, что Керес может вызвать Алехина на поединок.
Начались переговоры, которые почти состоялись, но началась война.

### Матч с Эйве
В 1939 году Кереса пригласили на турнир в СССР.
Хотя будущая жена Кереса Мария и уговаривала его не ехать, после выплаты спец.гонорара он согласился.
Пауль поехал в Ленинград с Флором и Решевским.
На сеансе одновременной игры с ленинградскими пионерами, который состоялся до турнира, Пауль показал пятидесятипроцентный результат, что его насторожило.
Первый тур Керес играл с никому не известным бакинцем Владимиром Макогоновым, но Пауль недооценил своего соперника и проиграл, зал бушевал от радости.
Когда он отправил информацию о поражении домой, ему не поверили, но сам он был огорчён из-за того, что проиграл первую партию 1939 года.
Вторую партию он свёл вничью, третью проиграл Рагозину, четвёртую — вничью с Пановым, в пятой свёл проигрышную позицию вничью.
Второй круг состоялся в Москве, где Керес в итоге занял тринадцатое место.
Флор объяснил поражение Кереса тем, что художник не может всегда выигрывать.
Через два месяца Керес поехал в Маргит и выиграл турнир.
После Маргита Пауль отправился в Голландию, чтобы договориться о матче с Эйве, проведя половину игр в Голландии, а половину в Эстонии.
В 1939 году в Аргентине состоялся турнир наций.
1 сентября 1939 года началась Вторая мировая война, из-за чего США, Англия и Венгрия отказались от турнира.
Команда Эстонии взяла третье место, но вскоре она перестала существовать.
На четвёртой доске лучшим был Фридеманн, которому прочили большое будущее, но в 1942 году он погиб под Новгородом.
По окончании турнира все уехали в Европу, кроме Ильмара Рауда, который больше никогда не вернулся на родину и скончался в Аргентине в 1941 году.
В сочельник 1939 года начался матч Эйве-Керес.
Две первых партии были сведены вничью, третью и четвёртую выиграл Эйве, в пятой в эндшпиле выиграл Керес, шестая партия была отложена, в седьмой Керес проиграл, зевнув фигуру, но потом подряд выиграл восьмую, отложенную шестую, которая оказалась лучшей за матч, девятую и десятую.
Счёт из 2:4 превратился в 6:4, а по итогам матча оказался 7,5:6,5 в пользу Кереса.
Эйве хотел и в 1941 сыграть с Кересом, но Пауль собирался приступить к занятиям в университете.

### Керес — советский шахматист
Когда Эстония была присоединена к СССР, все банковские счета Кереса были закрыты, и он стал советским шахматистом.
С сентября по октябрь 1940 года проходил чемпионат СССР.
Перед началом турнира Пауль тяжело заболел, но всё же решил принять в нём участие.
Первый тур был чёрным днём для гроссмейстеров, но Керес выиграл. После десятого тура с семью очками впереди шли Керес, Игорь Бондаревский и Андрэ Лилиенталь. В одиннадцатом туре Керес сыграл с Ботвинником вничью. Несмотря на то, что дальше Пауль проигрывал и шёл на восьмом месте, он закончил турнир на четвёртом. Вернувшись домой, он занялся не шахматами, а углубился в математику.
В апреле должен был состояться матч на звание абсолютного чемпиона СССР, хотя многие не видели в нём смысла, так как по итогам предыдущего турнира уже было два чемпиона СССР — Андрэ Лилиенталь и Игорь Бондаревский.
Первый круг состоялся в Ленинграде и сложился для Кереса не очень удачно. После второго круга, состоявшего в Москве у Ботвинника было 7,5 очков, а у Кереса — 5,5.
Хотя по итогам турнира Керес занял второе место, настроение Пауля сильно упало из-за поражения от Ботвинника, и он был недоволен организацией турнира.

### Военное время
Во время Второй мировой войны Керес работал в Тарту, редактировал шахматный раздел в газете, делал рукопись по дебютам.
Гитлеровцы, оккупировавшие Эстонию, предложили Паулю уехать, но он отказался.
Керес не любил Советский Союз по многим бытовым и профессиональным причинам, например, к нему был приставлен чекист, витрины продуктовых магазинов были заполнены имитациями, сделанными из папье-маше и дерева, регламент турниров запрещал разговаривать и покидать турнирный зал.
Однако Пауль утверждал, что шахматы у обеих наций находятся на высоком уровне и независимо от итогов войны без хлеба он не останется.
В 1941 году он женился на филологе Марии Рийвес, в 1942 у них родился сын Пеэтер, а в 1943 — дочь Кадрин.
С 1942 года по 1944 год Керес сыграл сто партий в Эстонии.
В мае 1942 года Керес участвовал в чемпионате Эстонии, где набрал 15 очков из 15.
В июне 1942 года состоялся долгожданный турнир в Зальцбурге, в котором участвовали Алехин и Эйве, и куда пригласили Кереса.
После первого круга Керес шёл с тремя очками на втором месте, а на первом был Ефим Боголюбов.
Из-за войны окончание турнира было перенесено в Мюнхен.
В сентябре Керес продолжил играть, но из-за бомбёжек ложился очень поздно — в 4-5 часов утра, хотя турнир начинался в 9.
Во втором круге Боголюбов все партии проиграл, Керес шёл с шестью очками, но Алехин опередил Кереса на пол-очка.
По итогам турнира он занял второе место.
Алехин хотел отдать чемпионство либо Кересу, либо Эриху Элисказесу, либо Клаусу Юнге и даже предлагал Кересу сыграть матч за чемпионство мира, но Пауль отказался.
В июне 1943 года состоялся ещё один турнир в Зальцбурге, где Керес поделил первое место с Алехиным.
В июле Пауль участвовал в чемпионате Эстонии, на который всё время опаздывал, приходя в турнирный зал с ракеткой.
В конце 1943 года он находился в Испании, где ему дали титул шахматного профессора.
Потом участвовал в турнире, который проходил в Швеции, заняв второе место, после которого вернулся домой из-за семьи.
Весной 1944 года немецкое правительство хотело эвакуировать из Эстонии семью Кереса в числе других известных людей и остатков правительства, но перевозивший их катер задержали и отправили обратно.

### Давление на Кереса
После возвращения советских войск в Эстонию в октябре 1944 года Кереса несколько раз допрашивали под предлогом паспортного контроля, но оказалось, что его перепутали с баскетболистом Норбертом Кересом.
За Паулем всё время следили, на гроссмейстера даже была подана жалоба за подписями нескольких шахматистов.
Кереса спас первый секретарь ЦК Коммунистической партии Эстонии Николай Каротамм, который после трёх часов разговоров с Паулем стал его ярым защитником.
Только после этого жизнь шахматиста вернулась в обычное русло.
Керес взял на себя организацию открытого чемпионата Эстонии в октябре 1945 года, весной 1946 года участвовал в открытом чемпионате Грузии, где проиграл только Тиграну Петросяну, в 1946 году состоялся радиоматч со сборной Великобритании, в котором сборная СССР одержала победу. Керес играл на второй доске и победил англичанина Клейна 1,5:0,5.

### Керес — чемпион СССР

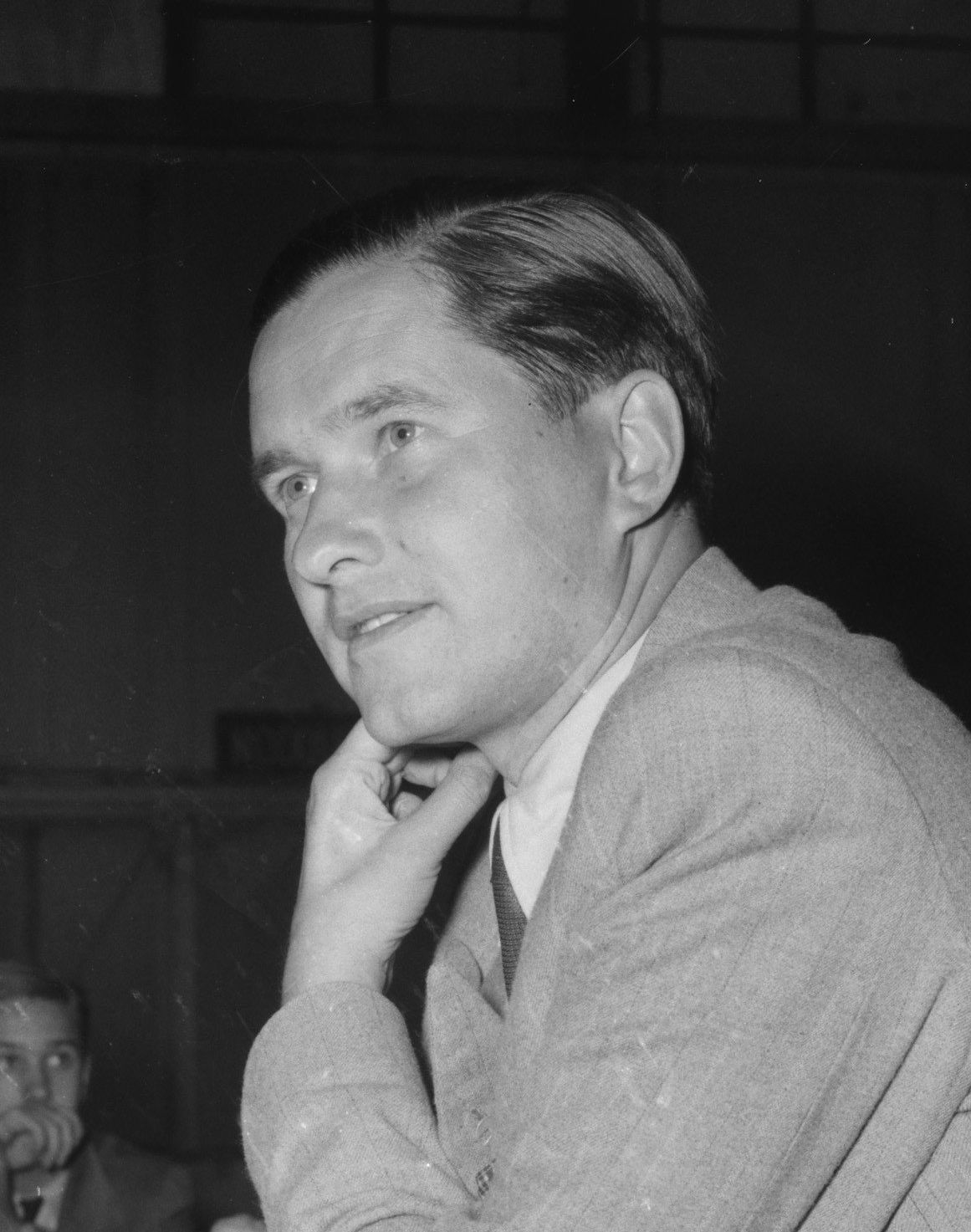
1954 год

В 1947 году состоялся 15-й чемпионат СССР по шахматам, в котором принял участие Керес.
В первом туре он выиграл у Генриха Каспаряна, во втором одержал красивую победу в позиционном стиле, эндшпиль Пауля с Рагозиным был признан лучшим за соревнование. После этого Керес неожиданно заболел и пришлось откладывать партии. Радиокомментатор Вадим Синявский лечил Пауля яйцами и пивом. Хотя такое «лечение» и не помогло, через несколько дней Керес вернулся в игру. На партии с Василием Смысловым зал был заполнен до отказа. Пауль победил из-за дебютной ошибки Смыслова. В результате Керес занял первое место, став чемпионом СССР.
Летом 1947 года состоялся ещё один турнир, где во втором туре Керес играл с Смысловым. Инициативу взял Смыслов, но партия была отложена и при глубоком анализе выяснилось, что будет ничья. Хотя потом была ещё одна ничья с Флором, по итогам турнира Керес занял первое место.
В марте 1948 года состоялся турнир за звание чемпиона мира по круговой системе, где участвовали: Ботвинник, Эйве, Керес, Решевский и Смыслов. 9 мая за три тура до конца турнира Ботвинник завоевал звание чемпиона мира. 16 мая в последнем 25 туре шестой чемпион мира Михаил Ботвинник терпит первое поражение в партии с Паулем Кересом. Эта была первая победа Кереса над чемпионом мира.  Эта победа ввела Кереса в число членов символического клуба победителей чемпионов мира Михаила Чигорина. Паулю Кересу не везло в турнирах и матчах претендентов, поэтому он не сыграл официального матча с чемпионом мира. Тем не менее, он имеет победный личный счёт с Михаилом Ботвинником, в период обладания последнего шахматной короной,:+3,-1,=2. Этот результат вписал имя Кереса в реестр символического клуба победителей чемпионов мира Ефима Боголюбова.
Керес становился победителем чемпионатов СССР 1950 и 1951 годов, был победителем в турнире в Щавно-Здруй в 1950 году, в Будапеште в 1952 году, в Гастингсе в 1955 году, в Мар-дель-Плата и в Сантьяго в 1957 году, в Стокгольме в 1960 году, в Цюрихе в 1961 году, в Бамберге в 1969 году, в Будапеште в 1970 году и в Таллине в 1971 году.
Ботвинник вспоминал, что в 1969 году на турнире Вейк-ан-Зее, когда он анализировал сложную отложенную партию с Портишем, к нему пришёл Керес и, оценив позицию, предложил сделать ход, который привёл к ничьей.
Виктор Корчной утверждал, что Керес мог стать президентом ФИДЕ.

### Последние годы
В 1975 году Керес победил на международном турнире в Таллине, а потом поехал на турнир в Ванкувер.
Там у него резко ухудшилось здоровье, но на все вопросы Пауль отвечал, что болят ноги, скрывая болезнь сердца.
1 июня 1975 года, возвращаясь с турнира в Ванкувере, Керес почувствовал себя плохо и лёг в больницу в Хельсинки, где через четыре дня — 5 июня 1975 года скончался.
Керес был похоронен в Таллине на Лесном кладбище.

## Достижения в шахматах
Шахматист универсального стиля, одинаково хорошо игравший и дебют (Керес был известным теоретиком дебютов, особенно открытых), и середину партии, и эндшпиль. Особым искусством Керес отличался в живой фигурной игре, где умело поддерживал инициативу. Многие партии Кереса стали классическими образцами шахматного искусства (некоторую их часть можно найти в знаменитом сборнике «100 партий» с комментариями эстонского гроссмейстера). Человек безупречной порядочности, Пауль Петрович был авторитетнейшей личностью для шахматистов своего времени. У Кереса часто была возможность выйти на матч с чемпионом мира, но он все время отказывался. По своему таланту Керес стоит в одном ряду с другими великими шахматистами, которым не суждено было стать чемпионами мира (Тарраш, Нимцович, Рубинштейн, Бронштейн, Корчной), хотя они того вполне заслуживали.
Разделил 1-е и 2-е места на АВРО-турнире 1938. Участник матч-турнира на первенство мира 1948 (разделил третье и четвёртое места с Решевским). Четырежды занимал второе место на турнирах претендентов (1953, 1956, 1959, 1962), участвовал также в турнире претендентов 1950 и в матчах претендентов 1965. Трёхкратный чемпион СССР (1947, 1950, 1951). Участник десяти шахматных Олимпиад (трёх — от Эстонии, семи — от СССР).
Имел положительный баланс в партиях с тремя чемпионами мира — Капабланкой, Эйве и Талем. Ещё с тремя чемпионами мира — Смысловым, Петросяном и Карповым имел равный баланс.
Хотя бы один раз побеждал в партиях девять чемпионов мира — от Капабланки до Фишера.
Кроме того, составил около 200 шахматных задач.

## Основные турнирные и матчевые результаты
| Год       | Город                   | Наименование соревнования                                                         | +  | − | =  | Очки       | Место                           |
| --------- | ----------------------- | --------------------------------------------------------------------------------- | -- | - | -- | ---------- | ------------------------------- |
| 1929      | Пярну                   | Матч Пярну — Вильянди (против И. Рауда)                                           | 0  | 1 | 1  | ½ из 2     |                                 |
|           | Пярну                   | Первенство Пярну                                                                  | 13 | 4 | 1  | 13½ из 18  | 2                               |
| 1930      | Таллин                  | Первенство школьников Эстонии                                                     | 7  | 0 | 2  | 8 из 9     | 1                               |
|           | Пярну                   | Матч Пярну — Вильянди (против Ленке)                                              | 0  | 0 | 2  | 1 из 2     |                                 |
| 1931 / 32 | Тарту                   | Первенство школьников Эстонии                                                     | 9  | 0 | 0  | 9 из 9     | 1                               |
| 1932      | Пярну                   | Матч Пярну — Мыйзакюла (против Пээта)                                             | 2  | 0 | 0  | 2 из 2     |                                 |
| 1932 / 33 | Пярну                   | Первенство школьников Эстонии                                                     | 11 | 0 | 1  | 11½ из 12  | 1                               |
|           | Таллин                  | 2-я лига чемпионата Эстонии                                                       | 5  | 2 | 0  | 5 из 7     | 3—4                             |
| 1934      | Раквере                 | 2-я лига чемпионата Эстонии                                                       | 6  | 1 | 2  | 7 из 9     | 2                               |
| 1935      | Таллин                  | Чемпионат Эстонии                                                                 | 6  | 2 | 1  | 6½ из 9    | 1—2                             |
|           | Таллин                  | Дополнительный матч с Г. Фридеманом (на звание чемпиона Эстонии)                  | 2  | 1 | 0  | 2 : 1      |                                 |
|           | Тарту                   | Матч с Ф. Кибберманом                                                             | 3  | 1 | 0  | 3 : 1      |                                 |
|           | Тарту                   | Тренировочный турнир эстонских шахматистов                                        | 22 | 0 | 2  | 23 из 24   | 1                               |
|           | Варшава                 | VI Олимпиада (сборная Эстонии, 1-я доска)                                         | 11 | 5 | 3  | 12,5 из 19 | 5 на доске                      |
|           | Таллин                  | Международный турнир                                                              | 5  | 2 | 1  | 5½ из 8    | 2                               |
|           | Хельсинки               | Международный турнир                                                              | 6  | 1 | 1  | 6½ из 8    | 2                               |
| 1936      | Пярну                   | Командное первенство Эстонии                                                      | 1  | 1 | 1  | 1,5 из 3   |                                 |
|           | Таллин                  | Матч с П. Шмидтом (на звание чемпиона Эстонии)                                    | 3  | 3 | 1  | 3,5 : 3,5  |                                 |
|           | Бад-Наугейм             | Международный турнир                                                              | 4  | 0 | 5  | 6,5 из 9   | 1—2                             |
|           | Дрезден                 | Международный турнир                                                              | 2  | 4 | 3  | 3½ из 9    | 8—9                             |
|           | Зандвоорт               | Международный турнир                                                              | 5  | 3 | 3  | 6½ из 11   | 3—4                             |
|           | Мюнхен                  | Неофициальная шахматная олимпиада (сборная Эстонии, 1-я доска)                    | 12 | 1 | 7  | 15,5 из 20 | 1 на доске                      |
| 1936 / 37 | Таллин                  | Турнир эстонских шахматистов                                                      | 8  | 0 | 2  | 9 из 10    | 1                               |
| 1937      | Маргет                  | Международный турнир                                                              | 6  | 0 | 3  | 7½ из 9    | 1—2                             |
|           | Остенде                 | Международный турнир                                                              | 5  | 2 | 2  | 6 из 9     | 1—3                             |
|           | Прага                   | Международный турнир                                                              | 9  | 0 | 2  | 10 из 11   | 1                               |
|           | Вена                    | Тематический международный турнир                                                 | 4  | 1 | 1  | 4½ из 6    | 1                               |
|           | Кемери                  | Международный турнир                                                              | 8  | 2 | 7  | 11½ из 17  | 4—5                             |
|           | Пярну                   | Международный турнир                                                              | 3  | 1 | 3  | 4½ из 7    | 1                               |
|           | Стокгольм               | VII Олимпиада (сборная Эстонии, 1-я доска)                                        | 9  | 2 | 4  | 11 из 15   | 2 на доске                      |
|           | Земмеринг — Баден       | Международный турнир                                                              | 6  | 2 | 6  | 9 из 14    | 1                               |
|           |                         | Матч Эстония — Литва (1-я доска, против В. И. Микенаса)                           | 1  | 0 | 1  | 1,5 из 2   |                                 |
| 1937 / 38 | Гастингс                | Международный турнир                                                              | 4  | 0 | 5  | 6½ из 9    | 2—3                             |
| 1938      | Таллин                  | Командное первенство Эстонии                                                      | 4  | 0 | 2  | 5 из 6     |                                 |
|           | Таллин                  | Матч Эстония — Финляндия (1-я доска, против Т. Сало)                              | 2  | 0 | 0  | 2 из 2     |                                 |
|           | Тарту                   | Балтийские студенческие игры                                                      | 2  | 1 | 0  | 2 из 3     |                                 |
|           | Гётеборг                | Матч с Г. Штальбергом                                                             | 2  | 2 | 4  | 4 : 4      |                                 |
|           |                         | Матч Эстония — Латвия (1-я доска, против В. М. Петрова)                           | 0  | 1 | 1  | 0,5 из 2   |                                 |
|           | Нордвейк                | Международный турнир                                                              | 4  | 0 | 5  | 6½ из 9    | 2                               |
|           | Голландия               | АВРО-турнир                                                                       | 3  | 0 | 11 | 8½ из 14   | 1—2                             |
| 1939      | Ленинград — Москва      | «Тренировочный» международный турнир                                              | 3  | 4 | 10 | 8 из 17    | 12—13                           |
|           | Рига                    | Матч Латвия — Эстония (1-я доска, против В. М. Петрова)                           | 2  | 0 | 0  | 2 из 2     |                                 |
|           |                         | Матч Литва — Эстония (1-я доска, против В. И. Микенаса)                           | 0  | 0 | 2  | 1 из 2     |                                 |
|           | Маргет                  | Международный турнир                                                              | 6  | 0 | 3  | 7½ из 9    | 1                               |
|           | Буэнос-Айрес            | VIII Олимпиада (сборная Эстонии, 1-я доска)                                       | 12 | 2 | 5  | 14,5 из 19 | 2 на доске, команда 3-я         |
|           | Буэнос-Айрес            | Международный турнир                                                              | 7  | 1 | 3  | 8½ из 11   | 1—2                             |
| 1939 / 40 | Голландия               | Матч с М. Эйве                                                                    | 6  | 5 | 3  | 7,5 : 6,5  |                                 |
| 1940      |                         | Матч Эстония — Литва (1-я доска, против В. И. Микенаса)                           | 0  | 0 | 2  | 1 из 2     |                                 |
|           | Тарту                   | Командное первенство Эстонии среди студентов                                      | 5  | 0 | 0  | 5 из 5     |                                 |
|           | Таллин                  | Командное первенство Эстонии                                                      | 4  | 0 | 0  | 4 из 4     |                                 |
|           | Таллин                  | Матч Таллин — остальная Эстония (против Г. Фридемана)                             | 0  | 0 | 1  | 0,5 из 1   |                                 |
|           | Таллин                  | Матч Таллин — Нэмме (против А. Арулайда)                                          | 1  | 0 | 0  | 1 из 1     |                                 |
|           | Москва                  | 12-й чемпионат СССР                                                               | 9  | 4 | 6  | 12 из 19   | 4                               |
| 1941      | Ленинград — Москва      | Матч-турнир на звание абсолютного чемпиона СССР                                   | 6  | 4 | 10 | 11 из 20   | 2                               |
| 1942      | Таллин                  | Чемпионат Эстонии                                                                 | 15 | 0 | 0  | 15 из 15   | 1                               |
|           | Зальцбург               | Международный турнир                                                              | 4  | 2 | 4  | 6 из 10    | 2                               |
|           | Мюнхен                  | Первенство Европы                                                                 | 6  | 2 | 3  | 7½ из 11   | 2                               |
| 1943      | Таллин                  | Чемпионат Эстонии                                                                 | 6  | 1 | 4  | 6 из 8     | 1                               |
|           | Прага                   | Международный турнир                                                              | 11 | 1 | 7  | 14½ из 19  | 2                               |
|           | Познань                 | Международный турнир                                                              | 5  | 0 | 0  | 5 из 5     | 1                               |
|           | Зальцбург               | Международный турнир                                                              | 5  | 0 | 5  | 7½ из 10   | 1—2                             |
|           | Мадрид                  | Международный турнир                                                              | 12 | 0 | 3  | 13½ из 15  | 1                               |
| 1944      | Лидчепинг               | Матч с Ф. Экстремом                                                               | 4  | 0 | 2  | 5 : 1      |                                 |
|           | Лидчепинг               | Чемпионат Швеции (вне конкурса)                                                   | 4  | 2 | 1  | 4,5 из 7   | 2                               |
| 1944 / 45 | Рига                    | Турнир прибалтийских республик                                                    | 10 | 0 | 1  | 10,5 из 11 | 1                               |
| 1945      | Таллин                  | Чемпионат Эстонской ССР                                                           | 11 | 0 | 4  | 13 из 15   | 1                               |
|           | Рига                    | Матч «Даугава» — «Калев» (1-я доска, против З. В. Солманиса)                      | 2  | 0 | 0  | 2 из 2     |                                 |
|           | Рига                    | Матч Рига — Таллин (1-я доска, против А. Н. Кобленца)                             | 2  | 0 | 0  | 2 из 2     |                                 |
|           | Таллин                  | Матч «Калев» — «Жальгирис» (1-я доска, против М. А. Бейлина)                      | 1  | 0 | 1  | 1,5 из 2   |                                 |
| 1946      | Тбилиси                 | Чемпионат Грузинской ССР                                                          | 17 | 0 | 2  | 18 из 19   | 1                               |
|           |                         | Радиоматч СССР — Великобритания (2-я доска, против Э. Клейна)                     | 1  | 0 | 1  | 1½ из 2    |                                 |
|           | Москва                  | Матч СССР — США (2-я доска, против Р. Файна)                                      | 1  | 0 | 1  | 1½ из 2    |                                 |
| 1947      | Ленинград               | 15-й чемпионат СССР                                                               | 10 | 1 | 8  | 14 из 19   | 1                               |
|           | Пярну                   | Турнир советских шахматистов                                                      | 7  | 1 | 5  | 9,5 из 13  | 1                               |
|           | Москва                  | Международный турнир памяти М. И. Чигорина                                        | 6  | 3 | 6  | 9 из 15    | 6—7                             |
|           | Таллин                  | Матч Эстонская ССР — Латвийская ССР (1-я доска, против А. Н. Кобленца)            | 2  | 0 | 0  | 2 из 2     |                                 |
|           | Таллин                  | Матч «Калев» — «Даугава» (1-я доска, против Т. Мелнгайлиса и Ал-дра Александрова) | 2  | 0 | 0  | 2 из 2     |                                 |
|           | Лондон                  | Матч Великобритания — СССР (1-я доска, против К. Х. Александера)                  | 1  | 0 | 1  | 1½ из 2    |                                 |
| 1948      | Гаага — Москва          | Матч-турнир на первенство мира                                                    | 8  | 7 | 5  | 10½ из 20  | 3—4                             |
|           | Москва                  | 16-й чемпионат СССР                                                               | 5  | 4 | 9  | 9½ из 18   | 6—9                             |
| 1949      | Москва                  | 17-й чемпионат СССР                                                               | 7  | 4 | 8  | 11 из 19   | 8                               |
| 1950      | Будапешт                | Турнир претендентов                                                               | 3  | 2 | 13 | 9½ из 18   | 4                               |
|           | Щавно-Здруй             | Турнир памяти Д. Пшепюрки                                                         | 11 | 1 | 7  | 14,5 из 19 | 1                               |
|           | Москва                  | 18-й чемпионат СССР                                                               | 8  | 2 | 7  | 11½ из 17  | 1                               |
| 1951      | Москва                  | 19-й чемпионат СССР                                                               | 9  | 2 | 6  | 12 из 17   | 1                               |
|           | Киев                    | Полуфинал командного первенства СССР                                              | 1  | 0 | 2  | 2 из 3     |                                 |
| 1952      | Будапешт                | Турнир памяти Г. Мароци                                                           | 10 | 2 | 5  | 12,5 из 17 | 1                               |
|           | Хельсинки               | X Олимпиада (сборная СССР, 1-я доска)                                             | 3  | 2 | 7  | 6,5 из 12  | 7 на доске, команда — чемпион   |
|           | Москва                  | 20-й чемпионат СССР                                                               | 5  | 5 | 9  | 9½ из 19   | 10—11                           |
| 1953      | Тарту                   | Чемпионат Эстонской ССР                                                           | 17 | 0 | 2  | 18 из 19   | 1                               |
|           | Цюрих                   | Турнир претендентов                                                               | 8  | 4 | 16 | 16 из 28   | 2—4                             |
| 1954      | Таллин                  | Матч Эстонская ССР — Латвийская ССР (1-я доска, против М. Н. Таля)                | 1  | 0 | 1  | 1,5 из 2   |                                 |
|           | Буэнос-Айрес            | Матч Аргентина — СССР (против Хул. Болбочана)                                     | 1  | 1 | 2  | 2 из 4     |                                 |
|           | Париж                   | Матч Франция — СССР (1-я доска, против С. Г. Тартаковера)                         | 2  | 0 | 0  | 2 из 2     |                                 |
|           | Нью-Йорк                | Матч США — СССР (3-я доска, против М. Павея и А. Кевица)                          | 3  | 1 | 0  | 3 из 4     |                                 |
|           | Лондон                  | Матч Великобритания — СССР (2-я доска, против Р. Вейда)                           | 2  | 0 | 0  | 2 из 2     |                                 |
|           | Стокгольм               | Матч Швеция — СССР (3-я доска, против Г. Штольца)                                 | 2  | 0 | 0  | 2 из 2     |                                 |
|           | Амстердам               | XI Олимпиада (сборная СССР, 4-я доска)                                            | 13 | 0 | 1  | 13,5 из 14 | 1 на доске, команда — чемпион   |
| 1954 / 55 | Гастингс                | Международный турнир                                                              | 6  | 1 | 2  | 7 из 9     | 1—2                             |
| 1955      | Москва                  | 22-й чемпионат СССР                                                               | 7  | 4 | 8  | 11 из 19   | 7—8                             |
|           | Будапешт                | Матч Венгрия — СССР (схевенингенская система)                                     | 3  | 0 | 4  | 5 из 7     |                                 |
|           | Пярну                   | Турнир советских шахматистов                                                      | 9  | 0 | 1  | 9,5 из 10  | 1                               |
|           | Гётеборг                | Межзональный турнир                                                               | 9  | 2 | 9  | 13,5 из 20 | 2                               |
|           | Москва                  | Матч СССР — США (3-я доска, против Р. Бирна)                                      | 3  | 0 | 1  | 3,5 из 4   |                                 |
| 1956      | Белград                 | Матч Югославия — СССР (схевенингенская система)                                   | 2  | 1 | 4  | 4 из 7     |                                 |
|           | Амстердам               | Турнир претендентов                                                               | 3  | 1 | 14 | 10 из 18   | 2                               |
|           | Гамбург                 | Матч с В. Унцикером                                                               | 4  | 0 | 4  | 6 : 2      |                                 |
|           | Москва                  | XII Олимпиада (сборная СССР, 3-я доска)                                           | 7  | 0 | 5  | 9,5 из 12  | 1 на доске, команда — чемпион   |
|           | Москва                  | Турнир памяти А. А. Алехина                                                       | 4  | 2 | 9  | 8,5 из 15  | 7—8                             |
| 1957      | Москва                  | 24-й чемпионат СССР                                                               | 8  | 2 | 11 | 13½ из 21  | 2—3                             |
|           | Ленинград               | Матч СССР — Югославия (схевенингенская система)                                   | 1  | 0 | 4  | 3 из 5     |                                 |
|           | Таллин                  | Матч Эстонская ССР — Венгрия (1-я доска, против Г. Барцы)                         | 0  | 2 | 0  | 0 из 2     |                                 |
|           | Мар-дель-Плата          | Международный турнир                                                              | 13 | 0 | 4  | 15 из 17   | 1                               |
|           | Сантьяго                | Международный турнир                                                              | 5  | 0 | 2  | 6 из 7     | 1                               |
|           | Вена                    | Командное первенство Европы (сборная СССР, 2-я доска)                             | 1  | 0 | 4  | 3 из 5     | команда — чемпион               |
| 1957 / 58 | Гастингс                | Международный турнир                                                              | 7  | 1 | 1  | 7,5 из 9   | 1                               |
| 1958      | Загреб                  | Матч Югославия — СССР (1-я доска, против С. Глигорича)                            | 1  | 1 | 2  | 2 из 4     |                                 |
|           | Вильнюс                 | Командное первенство СССР                                                         | 1  | 0 | 6  | 4 из 7     |                                 |
|           | Мюнхен                  | XIII Олимпиада (сборная СССР, 3-я доска)                                          | 7  | 0 | 5  | 9,5 из 12  | 1 на доске, команда — чемпион   |
| 1959      | Тбилиси                 | 26-й чемпионат СССР                                                               | 5  | 3 | 11 | 10½ из 19  | 7—8                             |
|           | Таллин                  | Матч Эстонская ССР — Финляндия (1-я доска, против К. Оянена)                      | 0  | 0 | 2  | 1 из 2     |                                 |
|           | Москва                  | II Спартакиада народов СССР (сборная Эстонской ССР, 1-я доска)                    | 5  | 0 | 3  | 6,5 из 8   |                                 |
|           |                         | Матч Эстонская ССР — Латвийская ССР (1-я доска, против М. Н. Таля)                | 0  | 0 | 2  | 1 из 2     |                                 |
|           | Цюрих                   | Международный турнир                                                              | 7  | 1 | 7  | 10,5 из 15 | 3—4                             |
|           | Блед — Загреб — Белград | Турнир претендентов                                                               | 15 | 6 | 7  | 18½ из 28  | 2                               |
| 1959 / 60 | Стокгольм               | Международный турнир                                                              | 5  | 1 | 3  | 6,5 из 9   | 3                               |
| 1960      | Пярну                   | Турнир четырёх республик                                                          | 9  | 0 | 6  | 12 из 15   | 1                               |
|           | Хельсинки               | Матч Финляндия — Эстонская ССР (1-я доска, против К. Оянена)                      | 1  | 1 | 0  | 1 из 2     |                                 |
|           | Гамбург                 | Матч ФРГ — СССР (схевенингенская система)                                         | 4  | 0 | 3  | 5,5 из 7   |                                 |
|           | Тунис                   | Тройственный матч СССР — Тунис — Италия (против Р. Белькади и Э. Романи)          | 3  | 0 | 0  | 3 из 3     |                                 |
|           | Москва                  | Командное первенство СССР                                                         |    |   |    |            |                                 |
|           | Лейпциг                 | XIV Олимпиада (сборная СССР, 4-я доска)                                           | 8  | 0 | 5  | 10,5 из 13 | 1 на доске, команда — чемпион   |
| 1961      | Цюрих                   | Международный турнир                                                              | 7  | 0 | 4  | 9 из 11    | 1                               |
|           | Оберхаузен              | Командное первенство Европы                                                       | 4  | 0 | 4  | 6 из 8     | 1 на доске, команда — чемпион   |
|           | Белград                 | Матч Югославия — СССР (схевенингенская система)                                   | 1  | 1 | 3  | 2,5 из 5   |                                 |
|           | Рига                    | Полуфинал командного первенства СССР                                              | 0  | 0 | 2  | 1 из 2     |                                 |
|           | Блед                    | Международный турнир                                                              | 7  | 1 | 11 | 12,5 из 19 | 3—5                             |
|           | Баку                    | 29-й чемпионат СССР                                                               | 4  | 2 | 14 | 11 из 20   | 8—11                            |
| 1962      | Кюрасао                 | Турнир претендентов                                                               | 9  | 2 | 16 | 17 из 27   | 2—3                             |
|           | Гаага                   | Матч Нидерланды — СССР (против Х. Баумеестера)                                    | 0  | 0 | 2  | 1 из 2     |                                 |
|           | Москва                  | Дополнительный матч с Е. П. Геллером (за 2-е место в турнире претендентов)        | 2  | 1 | 5  | 4,5 : 3,5  |                                 |
|           | Хельсинки               | Матч Финляндия — Эстонская ССР (1-я доска, против К. Оянена)                      | 1  | 0 | 1  | 1,5 из 2   |                                 |
|           | Ленинград               | Командное первенство СССР (сборная Эстонской ССР, 1-я доска)                      | 2  | 0 | 3  | 3,5 из 5   |                                 |
|           | Варна                   | XV Олимпиада (сборная СССР, 4-я доска)                                            | 6  | 0 | 7  | 9,5 из 13  | 3 на доске, команда — чемпион   |
| 1963      | Лос-Анджелес            | Международный турнир («Кубок Пятигорского»)                                       | 6  | 3 | 5  | 8,5 из 14  | 1—2                             |
|           | Москва                  | Турнир ЦШК СССР                                                                   | 5  | 3 | 7  | 8,5 из 15  | 5—7                             |
|           | Москва                  | III Спартакиада народов СССР (сборная Эстонской ССР, 1-я доска)                   | 4  | 1 | 3  | 5,5 из 8   |                                 |
|           | Тарту                   | Матч Эстонская ССР — Финляндия (1-я доска, против К. Оянена)                      | 2  | 0 | 0  | 2 из 2     |                                 |
| 1964      | Бевервейк               | Международный турнир                                                              | 8  | 0 | 7  | 11,5 из 15 | 1—2                             |
|           | Хельсинки — Турку       | Матч Финляндия — Эстонская ССР (1-я доска, против Э. Бёка)                        | 1  | 0 | 1  | 1,5 из 2   |                                 |
|           | Буэнос-Айрес            | Международный турнир                                                              | 9  | 1 | 7  | 12,5 из 17 | 1—2                             |
|           | Таллин                  | Полуфинал командного первенства СССР                                              | 1  | 2 | 2  | 2 из 5     |                                 |
|           | Тель-Авив               | XVI Олимпиада (сборная СССР, 4-я доска)                                           | 9  | 1 | 2  | 10 из 12   | 1—2 на доске, команда — чемпион |
| 1964 / 65 | Гастингс                | Международный турнир                                                              | 7  | 0 | 2  | 8 из 9     | 1                               |
| 1965      | Рига                    | Четвертьфинальный матч претендентов с Б. В. Спасским                              | 2  | 4 | 4  | 4 : 6      |                                 |
|           | Москва                  | Командное первенство СССР                                                         |    |   |    |            |                                 |
|           | Марианске-Лазне         | Международный турнир                                                              | 7  | 0 | 8  | 11 из 15   | 1—2                             |
|           | Таллин                  | 33-й чемпионат СССР                                                               | 4  | 1 | 14 | 11 из 19   | 6                               |
| 1966      | Таллин                  | Матч «Калев» — «Йыуд» (1-я доска, против Х. Кярнера)                              | 2  | 0 | 0  | 2 из 2     |                                 |
|           | Москва                  | Командное первенство СССР                                                         |    |   |    |            |                                 |
|           | Хельсинки               | Матч Финляндия — Эстонская ССР (1-я доска, против К. Оянена)                      | 2  | 0 | 0  | 2 из 2     |                                 |
| 1966 / 67 | Стокгольм               | Международный турнир                                                              | 7  | 0 | 2  | 8 из 9     | 1                               |
| 1967      | Таллин                  | Матч «Калев» — «Йыуд» (1-я доска, против Х. Кярнера)                              | 1  | 1 | 0  | 1 из 2     |                                 |
|           | Москва                  | IV Спартакиада народов СССР (сборная Эстонской ССР, 1-я доска)                    |    |   |    |            |                                 |
|           | Москва                  | Турнир 50-летия Октября                                                           | 2  | 2 | 13 | 8,5 из 17  | 9—12                            |
|           | Виннипег                | Международный турнир                                                              | 2  | 0 | 7  | 5,5 из 9   | 3—4                             |
| 1968      | Рига                    | Командное первенство СССР                                                         |    |   |    |            |                                 |
|           | Бамберг                 | Международный турнир                                                              | 9  | 0 | 6  | 12 из 15   | 1                               |
|           | Таллин                  | Матч «Калев» — «Йыуд» (1-я доска, против А. Хермлина)                             | 2  | 0 | 0  | 2 из 2     |                                 |
|           | Цюрих                   | Тренировочный турнир с участием швейцарских шахматистов                           | 15 | 0 | 3  | 16,5 из 18 |                                 |
| 1969      | Вейк-ан-Зее             | Международный турнир                                                              | 6  | 1 | 8  | 10 из 15   | 3—4                             |
|           | Таллин                  | Матч «Калев» — «Йыуд» (1-я доска, против Х. Кярнера)                              | 2  | 0 | 0  | 2 из 2     |                                 |
|           | Таллин                  | Международный турнир                                                              | 5  | 0 | 8  | 9 из 13    | 2—3                             |
|           | Лухачовице              | Международный турнир                                                              | 7  | 1 | 7  | 10,5 из 15 | 2                               |
|           | Ташкент                 | Первая лига командного первенства СССР                                            |    |   |    |            |                                 |
|           | София                   | Матч Болгария — Эстонская ССР (1-я доска, против М. Бобоцова)                     | 0  | 0 | 2  | 1 из 2     |                                 |
|           | Таллин                  | Матч Эстонская ССР — Финляндия (1-я доска, против Х. Вестеринена)                 | 1  | 0 | 1  | 1,5 из 2   |                                 |
| 1970      | Будапешт                | Международный турнир                                                              | 5  | 0 | 10 | 10 из 15   | 1                               |
|           | Таллин                  | Матч Эстонская ССР — Болгария (1-я доска, против М. Бобоцова)                     | 0  | 0 | 2  | 1 из 2     |                                 |
|           | Белград                 | «Матч века» (сборная СССР — сборная мира, 10-я доска, против Б. Ивкова)           | 2  | 0 | 2  | 3 из 4     |                                 |
|           | Капфенберг              | Командное первенство Европы                                                       | 5  | 0 | 0  | 5 из 5     |                                 |
| 1971      | Таллин                  | Международный турнир                                                              | 8  | 0 | 7  | 11,5 из 15 | 1—2                             |
|           | Пярну                   | Турнир советских шахматистов                                                      | 7  | 1 | 5  | 9,5 из 13  | 2—3                             |
|           | Амстердам               | Международный турнир                                                              | 4  | 1 | 10 | 9 из 15    | 2—4                             |
|           | Ереван                  | Матч СССР — Югославия (схевенингенская система)                                   | 1  | 0 | 2  | 2 из 3     |                                 |
| 1972      | Сараево                 | Международный турнир                                                              | 4  | 0 | 11 | 9,5 из 15  | 3—5                             |
|           | Будапешт                | Матч Венгрия — СССР (схевенингенская система)                                     | 3  | 0 | 0  | 3 из 3     |                                 |
|           | Москва                  | Всесоюзная Олимпиада (сборная Эстонской ССР, 1-я доска)                           | 3  | 0 | 4  | 5 из 7     |                                 |
|           | Сан-Антонио             | Международный турнир                                                              | 6  | 2 | 7  | 9,5 из 15  | 5                               |
| 1973      | Москва                  | Матч-турнир сборных команд СССР                                                   | 2  | 0 | 2  | 3 из 4     |                                 |
|           | Таллин                  | Международный турнир                                                              | 6  | 3 | 6  | 9 из 15    | 3—6                             |
|           | Дортмунд                | Международный турнир                                                              | 3  | 1 | 11 | 8,5 из 15  | 6—7                             |
|           | Москва                  | 41-й чемпионат СССР                                                               | 1  | 2 | 14 | 8 из 17    | 9—12                            |
|           | Петрополис              | Межзональный турнир                                                               | 3  | 4 | 10 | 8 из 17    | 12—13                           |
| 1974      | Тольятти                | Первая лига командного первенства СССР                                            |    |   |    |            |                                 |
| 1975      | Таллин                  | Международный турнир                                                              | 6  | 0 | 9  | 10,5 из 15 | 1                               |
|           | Таллин                  | Матч Эстонская ССР — Ленинград (1-я доска, против В. Л. Корчного)                 | 0  | 1 | 1  | 0,5 из 2   |                                 |
|           | Ванкувер                | Открытый чемпионат Канады (швейцарская система)                                   | 7  | 0 | 3  | 8,5 из 10  | 1                               |

## Великие партии
Керес — Алехин
Маргет, 1937
Испанская партия
https://www.chessgames.com/perl/chessgame?gid=1013271
Керес — Капабланка
АВРО-турнир, 1938
Французская защита
https://www.chessgames.com/perl/chessgame?gid=1071884
Керес — Смыслов
Матч-турнир на первенство мира, Гаага-Москва, 1948
Славянская защита
https://www.chessgames.com/perl/chessgame?gid=1072268
Эйве — Керес
Матч-турнир на первенство мира, Гаага-Москва, 1948
Испанская партия
https://www.chessgames.com/perl/chessgame?gid=1325934
Керес — Спасский
Межзональный турнир, Гётеборг, 1955
Новоиндийская защита
https://www.chessgames.com/perl/chessgame?gid=1072532
Керес — Геллер
Матч, Москва, 1962
Ферзевый гамбит
https://www.chessgames.com/perl/chessgame?gid=1049065

## Задачи
|   | a | b | c | d | e | f | g | h |   |
| - | --- | --- | --- | --- | --- | --- | --- | --- | - |
| 8 | e8 белый ферзь · g6 чёрная пешка · e5 чёрная пешка · g5 белый король · g4 белый конь · e3 чёрная пешка · g3 чёрная пешка · g2 чёрная пешка · h2 чёрная пешка · e1 белая ладья · g1 чёрный слон · h1 чёрный король | e8 белый ферзь · g6 чёрная пешка · e5 чёрная пешка · g5 белый король · g4 белый конь · e3 чёрная пешка · g3 чёрная пешка · g2 чёрная пешка · h2 чёрная пешка · e1 белая ладья · g1 чёрный слон · h1 чёрный король | e8 белый ферзь · g6 чёрная пешка · e5 чёрная пешка · g5 белый король · g4 белый конь · e3 чёрная пешка · g3 чёрная пешка · g2 чёрная пешка · h2 чёрная пешка · e1 белая ладья · g1 чёрный слон · h1 чёрный король | e8 белый ферзь · g6 чёрная пешка · e5 чёрная пешка · g5 белый король · g4 белый конь · e3 чёрная пешка · g3 чёрная пешка · g2 чёрная пешка · h2 чёрная пешка · e1 белая ладья · g1 чёрный слон · h1 чёрный король | e8 белый ферзь · g6 чёрная пешка · e5 чёрная пешка · g5 белый король · g4 белый конь · e3 чёрная пешка · g3 чёрная пешка · g2 чёрная пешка · h2 чёрная пешка · e1 белая ладья · g1 чёрный слон · h1 чёрный король | e8 белый ферзь · g6 чёрная пешка · e5 чёрная пешка · g5 белый король · g4 белый конь · e3 чёрная пешка · g3 чёрная пешка · g2 чёрная пешка · h2 чёрная пешка · e1 белая ладья · g1 чёрный слон · h1 чёрный король | e8 белый ферзь · g6 чёрная пешка · e5 чёрная пешка · g5 белый король · g4 белый конь · e3 чёрная пешка · g3 чёрная пешка · g2 чёрная пешка · h2 чёрная пешка · e1 белая ладья · g1 чёрный слон · h1 чёрный король | e8 белый ферзь · g6 чёрная пешка · e5 чёрная пешка · g5 белый король · g4 белый конь · e3 чёрная пешка · g3 чёрная пешка · g2 чёрная пешка · h2 чёрная пешка · e1 белая ладья · g1 чёрный слон · h1 чёрный король | 8 |
| 7 | e8 белый ферзь · g6 чёрная пешка · e5 чёрная пешка · g5 белый король · g4 белый конь · e3 чёрная пешка · g3 чёрная пешка · g2 чёрная пешка · h2 чёрная пешка · e1 белая ладья · g1 чёрный слон · h1 чёрный король | e8 белый ферзь · g6 чёрная пешка · e5 чёрная пешка · g5 белый король · g4 белый конь · e3 чёрная пешка · g3 чёрная пешка · g2 чёрная пешка · h2 чёрная пешка · e1 белая ладья · g1 чёрный слон · h1 чёрный король | e8 белый ферзь · g6 чёрная пешка · e5 чёрная пешка · g5 белый король · g4 белый конь · e3 чёрная пешка · g3 чёрная пешка · g2 чёрная пешка · h2 чёрная пешка · e1 белая ладья · g1 чёрный слон · h1 чёрный король | e8 белый ферзь · g6 чёрная пешка · e5 чёрная пешка · g5 белый король · g4 белый конь · e3 чёрная пешка · g3 чёрная пешка · g2 чёрная пешка · h2 чёрная пешка · e1 белая ладья · g1 чёрный слон · h1 чёрный король | e8 белый ферзь · g6 чёрная пешка · e5 чёрная пешка · g5 белый король · g4 белый конь · e3 чёрная пешка · g3 чёрная пешка · g2 чёрная пешка · h2 чёрная пешка · e1 белая ладья · g1 чёрный слон · h1 чёрный король | e8 белый ферзь · g6 чёрная пешка · e5 чёрная пешка · g5 белый король · g4 белый конь · e3 чёрная пешка · g3 чёрная пешка · g2 чёрная пешка · h2 чёрная пешка · e1 белая ладья · g1 чёрный слон · h1 чёрный король | e8 белый ферзь · g6 чёрная пешка · e5 чёрная пешка · g5 белый король · g4 белый конь · e3 чёрная пешка · g3 чёрная пешка · g2 чёрная пешка · h2 чёрная пешка · e1 белая ладья · g1 чёрный слон · h1 чёрный король | e8 белый ферзь · g6 чёрная пешка · e5 чёрная пешка · g5 белый король · g4 белый конь · e3 чёрная пешка · g3 чёрная пешка · g2 чёрная пешка · h2 чёрная пешка · e1 белая ладья · g1 чёрный слон · h1 чёрный король | 7 |
| 6 | e8 белый ферзь · g6 чёрная пешка · e5 чёрная пешка · g5 белый король · g4 белый конь · e3 чёрная пешка · g3 чёрная пешка · g2 чёрная пешка · h2 чёрная пешка · e1 белая ладья · g1 чёрный слон · h1 чёрный король | e8 белый ферзь · g6 чёрная пешка · e5 чёрная пешка · g5 белый король · g4 белый конь · e3 чёрная пешка · g3 чёрная пешка · g2 чёрная пешка · h2 чёрная пешка · e1 белая ладья · g1 чёрный слон · h1 чёрный король | e8 белый ферзь · g6 чёрная пешка · e5 чёрная пешка · g5 белый король · g4 белый конь · e3 чёрная пешка · g3 чёрная пешка · g2 чёрная пешка · h2 чёрная пешка · e1 белая ладья · g1 чёрный слон · h1 чёрный король | e8 белый ферзь · g6 чёрная пешка · e5 чёрная пешка · g5 белый король · g4 белый конь · e3 чёрная пешка · g3 чёрная пешка · g2 чёрная пешка · h2 чёрная пешка · e1 белая ладья · g1 чёрный слон · h1 чёрный король | e8 белый ферзь · g6 чёрная пешка · e5 чёрная пешка · g5 белый король · g4 белый конь · e3 чёрная пешка · g3 чёрная пешка · g2 чёрная пешка · h2 чёрная пешка · e1 белая ладья · g1 чёрный слон · h1 чёрный король | e8 белый ферзь · g6 чёрная пешка · e5 чёрная пешка · g5 белый король · g4 белый конь · e3 чёрная пешка · g3 чёрная пешка · g2 чёрная пешка · h2 чёрная пешка · e1 белая ладья · g1 чёрный слон · h1 чёрный король | e8 белый ферзь · g6 чёрная пешка · e5 чёрная пешка · g5 белый король · g4 белый конь · e3 чёрная пешка · g3 чёрная пешка · g2 чёрная пешка · h2 чёрная пешка · e1 белая ладья · g1 чёрный слон · h1 чёрный король | e8 белый ферзь · g6 чёрная пешка · e5 чёрная пешка · g5 белый король · g4 белый конь · e3 чёрная пешка · g3 чёрная пешка · g2 чёрная пешка · h2 чёрная пешка · e1 белая ладья · g1 чёрный слон · h1 чёрный король | 6 |
| 5 | e8 белый ферзь · g6 чёрная пешка · e5 чёрная пешка · g5 белый король · g4 белый конь · e3 чёрная пешка · g3 чёрная пешка · g2 чёрная пешка · h2 чёрная пешка · e1 белая ладья · g1 чёрный слон · h1 чёрный король | e8 белый ферзь · g6 чёрная пешка · e5 чёрная пешка · g5 белый король · g4 белый конь · e3 чёрная пешка · g3 чёрная пешка · g2 чёрная пешка · h2 чёрная пешка · e1 белая ладья · g1 чёрный слон · h1 чёрный король | e8 белый ферзь · g6 чёрная пешка · e5 чёрная пешка · g5 белый король · g4 белый конь · e3 чёрная пешка · g3 чёрная пешка · g2 чёрная пешка · h2 чёрная пешка · e1 белая ладья · g1 чёрный слон · h1 чёрный король | e8 белый ферзь · g6 чёрная пешка · e5 чёрная пешка · g5 белый король · g4 белый конь · e3 чёрная пешка · g3 чёрная пешка · g2 чёрная пешка · h2 чёрная пешка · e1 белая ладья · g1 чёрный слон · h1 чёрный король | e8 белый ферзь · g6 чёрная пешка · e5 чёрная пешка · g5 белый король · g4 белый конь · e3 чёрная пешка · g3 чёрная пешка · g2 чёрная пешка · h2 чёрная пешка · e1 белая ладья · g1 чёрный слон · h1 чёрный король | e8 белый ферзь · g6 чёрная пешка · e5 чёрная пешка · g5 белый король · g4 белый конь · e3 чёрная пешка · g3 чёрная пешка · g2 чёрная пешка · h2 чёрная пешка · e1 белая ладья · g1 чёрный слон · h1 чёрный король | e8 белый ферзь · g6 чёрная пешка · e5 чёрная пешка · g5 белый король · g4 белый конь · e3 чёрная пешка · g3 чёрная пешка · g2 чёрная пешка · h2 чёрная пешка · e1 белая ладья · g1 чёрный слон · h1 чёрный король | e8 белый ферзь · g6 чёрная пешка · e5 чёрная пешка · g5 белый король · g4 белый конь · e3 чёрная пешка · g3 чёрная пешка · g2 чёрная пешка · h2 чёрная пешка · e1 белая ладья · g1 чёрный слон · h1 чёрный король | 5 |
| 4 | e8 белый ферзь · g6 чёрная пешка · e5 чёрная пешка · g5 белый король · g4 белый конь · e3 чёрная пешка · g3 чёрная пешка · g2 чёрная пешка · h2 чёрная пешка · e1 белая ладья · g1 чёрный слон · h1 чёрный король | e8 белый ферзь · g6 чёрная пешка · e5 чёрная пешка · g5 белый король · g4 белый конь · e3 чёрная пешка · g3 чёрная пешка · g2 чёрная пешка · h2 чёрная пешка · e1 белая ладья · g1 чёрный слон · h1 чёрный король | e8 белый ферзь · g6 чёрная пешка · e5 чёрная пешка · g5 белый король · g4 белый конь · e3 чёрная пешка · g3 чёрная пешка · g2 чёрная пешка · h2 чёрная пешка · e1 белая ладья · g1 чёрный слон · h1 чёрный король | e8 белый ферзь · g6 чёрная пешка · e5 чёрная пешка · g5 белый король · g4 белый конь · e3 чёрная пешка · g3 чёрная пешка · g2 чёрная пешка · h2 чёрная пешка · e1 белая ладья · g1 чёрный слон · h1 чёрный король | e8 белый ферзь · g6 чёрная пешка · e5 чёрная пешка · g5 белый король · g4 белый конь · e3 чёрная пешка · g3 чёрная пешка · g2 чёрная пешка · h2 чёрная пешка · e1 белая ладья · g1 чёрный слон · h1 чёрный король | e8 белый ферзь · g6 чёрная пешка · e5 чёрная пешка · g5 белый король · g4 белый конь · e3 чёрная пешка · g3 чёрная пешка · g2 чёрная пешка · h2 чёрная пешка · e1 белая ладья · g1 чёрный слон · h1 чёрный король | e8 белый ферзь · g6 чёрная пешка · e5 чёрная пешка · g5 белый король · g4 белый конь · e3 чёрная пешка · g3 чёрная пешка · g2 чёрная пешка · h2 чёрная пешка · e1 белая ладья · g1 чёрный слон · h1 чёрный король | e8 белый ферзь · g6 чёрная пешка · e5 чёрная пешка · g5 белый король · g4 белый конь · e3 чёрная пешка · g3 чёрная пешка · g2 чёрная пешка · h2 чёрная пешка · e1 белая ладья · g1 чёрный слон · h1 чёрный король | 4 |
| 3 | e8 белый ферзь · g6 чёрная пешка · e5 чёрная пешка · g5 белый король · g4 белый конь · e3 чёрная пешка · g3 чёрная пешка · g2 чёрная пешка · h2 чёрная пешка · e1 белая ладья · g1 чёрный слон · h1 чёрный король | e8 белый ферзь · g6 чёрная пешка · e5 чёрная пешка · g5 белый король · g4 белый конь · e3 чёрная пешка · g3 чёрная пешка · g2 чёрная пешка · h2 чёрная пешка · e1 белая ладья · g1 чёрный слон · h1 чёрный король | e8 белый ферзь · g6 чёрная пешка · e5 чёрная пешка · g5 белый король · g4 белый конь · e3 чёрная пешка · g3 чёрная пешка · g2 чёрная пешка · h2 чёрная пешка · e1 белая ладья · g1 чёрный слон · h1 чёрный король | e8 белый ферзь · g6 чёрная пешка · e5 чёрная пешка · g5 белый король · g4 белый конь · e3 чёрная пешка · g3 чёрная пешка · g2 чёрная пешка · h2 чёрная пешка · e1 белая ладья · g1 чёрный слон · h1 чёрный король | e8 белый ферзь · g6 чёрная пешка · e5 чёрная пешка · g5 белый король · g4 белый конь · e3 чёрная пешка · g3 чёрная пешка · g2 чёрная пешка · h2 чёрная пешка · e1 белая ладья · g1 чёрный слон · h1 чёрный король | e8 белый ферзь · g6 чёрная пешка · e5 чёрная пешка · g5 белый король · g4 белый конь · e3 чёрная пешка · g3 чёрная пешка · g2 чёрная пешка · h2 чёрная пешка · e1 белая ладья · g1 чёрный слон · h1 чёрный король | e8 белый ферзь · g6 чёрная пешка · e5 чёрная пешка · g5 белый король · g4 белый конь · e3 чёрная пешка · g3 чёрная пешка · g2 чёрная пешка · h2 чёрная пешка · e1 белая ладья · g1 чёрный слон · h1 чёрный король | e8 белый ферзь · g6 чёрная пешка · e5 чёрная пешка · g5 белый король · g4 белый конь · e3 чёрная пешка · g3 чёрная пешка · g2 чёрная пешка · h2 чёрная пешка · e1 белая ладья · g1 чёрный слон · h1 чёрный король | 3 |
| 2 | e8 белый ферзь · g6 чёрная пешка · e5 чёрная пешка · g5 белый король · g4 белый конь · e3 чёрная пешка · g3 чёрная пешка · g2 чёрная пешка · h2 чёрная пешка · e1 белая ладья · g1 чёрный слон · h1 чёрный король | e8 белый ферзь · g6 чёрная пешка · e5 чёрная пешка · g5 белый король · g4 белый конь · e3 чёрная пешка · g3 чёрная пешка · g2 чёрная пешка · h2 чёрная пешка · e1 белая ладья · g1 чёрный слон · h1 чёрный король | e8 белый ферзь · g6 чёрная пешка · e5 чёрная пешка · g5 белый король · g4 белый конь · e3 чёрная пешка · g3 чёрная пешка · g2 чёрная пешка · h2 чёрная пешка · e1 белая ладья · g1 чёрный слон · h1 чёрный король | e8 белый ферзь · g6 чёрная пешка · e5 чёрная пешка · g5 белый король · g4 белый конь · e3 чёрная пешка · g3 чёрная пешка · g2 чёрная пешка · h2 чёрная пешка · e1 белая ладья · g1 чёрный слон · h1 чёрный король | e8 белый ферзь · g6 чёрная пешка · e5 чёрная пешка · g5 белый король · g4 белый конь · e3 чёрная пешка · g3 чёрная пешка · g2 чёрная пешка · h2 чёрная пешка · e1 белая ладья · g1 чёрный слон · h1 чёрный король | e8 белый ферзь · g6 чёрная пешка · e5 чёрная пешка · g5 белый король · g4 белый конь · e3 чёрная пешка · g3 чёрная пешка · g2 чёрная пешка · h2 чёрная пешка · e1 белая ладья · g1 чёрный слон · h1 чёрный король | e8 белый ферзь · g6 чёрная пешка · e5 чёрная пешка · g5 белый король · g4 белый конь · e3 чёрная пешка · g3 чёрная пешка · g2 чёрная пешка · h2 чёрная пешка · e1 белая ладья · g1 чёрный слон · h1 чёрный король | e8 белый ферзь · g6 чёрная пешка · e5 чёрная пешка · g5 белый король · g4 белый конь · e3 чёрная пешка · g3 чёрная пешка · g2 чёрная пешка · h2 чёрная пешка · e1 белая ладья · g1 чёрный слон · h1 чёрный король | 2 |
| 1 | e8 белый ферзь · g6 чёрная пешка · e5 чёрная пешка · g5 белый король · g4 белый конь · e3 чёрная пешка · g3 чёрная пешка · g2 чёрная пешка · h2 чёрная пешка · e1 белая ладья · g1 чёрный слон · h1 чёрный король | e8 белый ферзь · g6 чёрная пешка · e5 чёрная пешка · g5 белый король · g4 белый конь · e3 чёрная пешка · g3 чёрная пешка · g2 чёрная пешка · h2 чёрная пешка · e1 белая ладья · g1 чёрный слон · h1 чёрный король | e8 белый ферзь · g6 чёрная пешка · e5 чёрная пешка · g5 белый король · g4 белый конь · e3 чёрная пешка · g3 чёрная пешка · g2 чёрная пешка · h2 чёрная пешка · e1 белая ладья · g1 чёрный слон · h1 чёрный король | e8 белый ферзь · g6 чёрная пешка · e5 чёрная пешка · g5 белый король · g4 белый конь · e3 чёрная пешка · g3 чёрная пешка · g2 чёрная пешка · h2 чёрная пешка · e1 белая ладья · g1 чёрный слон · h1 чёрный король | e8 белый ферзь · g6 чёрная пешка · e5 чёрная пешка · g5 белый король · g4 белый конь · e3 чёрная пешка · g3 чёрная пешка · g2 чёрная пешка · h2 чёрная пешка · e1 белая ладья · g1 чёрный слон · h1 чёрный король | e8 белый ферзь · g6 чёрная пешка · e5 чёрная пешка · g5 белый король · g4 белый конь · e3 чёрная пешка · g3 чёрная пешка · g2 чёрная пешка · h2 чёрная пешка · e1 белая ладья · g1 чёрный слон · h1 чёрный король | e8 белый ферзь · g6 чёрная пешка · e5 чёрная пешка · g5 белый король · g4 белый конь · e3 чёрная пешка · g3 чёрная пешка · g2 чёрная пешка · h2 чёрная пешка · e1 белая ладья · g1 чёрный слон · h1 чёрный король | e8 белый ферзь · g6 чёрная пешка · e5 чёрная пешка · g5 белый король · g4 белый конь · e3 чёрная пешка · g3 чёрная пешка · g2 чёрная пешка · h2 чёрная пешка · e1 белая ладья · g1 чёрный слон · h1 чёрный король | 1 |
|   | a | b | c | d | e | f | g | h |   |

Задача составлена Кересом в возрасте 16 лет: 

Решение 1.Фh8! 

1…e2 2.Ф:h2+ g: h2 3.Кf2Х 

1…e4 2.Л:g1+ Кр: g1 3.Фa1Х 

## Теория
Известна Защита Кереса (также называемая «защита кенгуру» или «франко-индийская защита»), представляет собой шахматный дебют, характеризующийся ходами: 1. d4 e6, 2. c4 Bb4+.

## Другие увлечения и хобби
Пауль Керес имел первый разряд по теннису, любил плавание и автотуризм.

## Награды
- орден Трудового Красного Знамени (27.04.1957) — «за успехи, достигнутые в деле развития массового физкультурного движения в стране, повышения мастерства советских спортсменов, и успешное выступление на международных соревнованиях»

## Память
Вошёл в составленный в 1999 году по результатам письменного и онлайн-голосования список 100 великих деятелей Эстонии XX века.

### Памятники

Памятник Паулю Кересу в Таллине

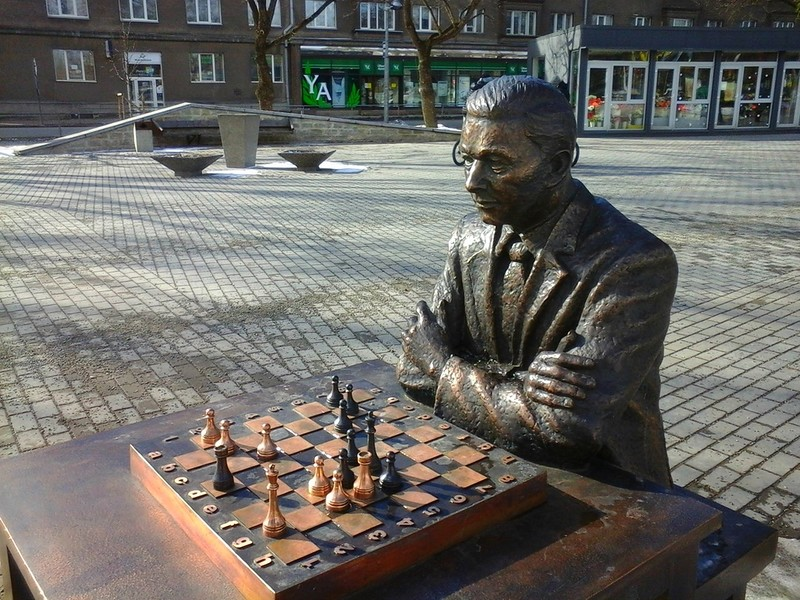
Памятник Паулю Кересу в Нарве

В центре Таллина воздвигнут памятник Паулю Кересу.
К 100-летию со дня рождения П. П. Кереса в Нарве в сквере на ул. Пушкина установлен памятник.

### Шахматный мемориал
Основная статья — Мемориал Кереса.

### Улицы
В честь П. П. Кереса названы улицы в Таллине, Пярну и Нарве.

### Керес в бонистике

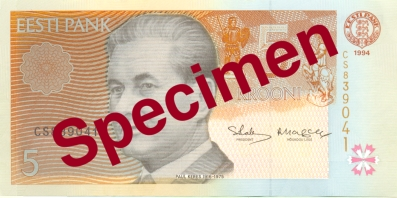
Пятикроновая банкнота Эстонии 1994 года выпуска

П. П. Керес изображён на пятикроновой банкноте Эстонии (находилась в обращении в 1992—2011 годах).

### Керес в нумизматике
К столетию со дня рождения Кереса в Эстонии была выпущена юбилейная монета достоинством в 2 евро

### Керес в филателии
- В СССР в 1991 году была выпущена почтовая марка в честь 75-летия со дня рождения П. П. Кереса  (ЦФА [АО «Марка»] № 6284). На марке, рисунок которой выполнен Б. Илюхиным, изображён портрет эстонского шахматиста на фоне шахматных фигур коня и слона, а также факсимиле его подписи[14].
- К столетию со дня рождения шахматиста была выпущена почтовая марка на его родине, в Эстонии.

## Книги
- Школа шахматной игры. — Таллин, 1948. — 112 с (Переизд.: Элиста, 1997. ISBN 5-7102-0171-5)
- Теория шахматных дебютов : Открытые дебюты. — Таллин, 1949—1952. — Ч. [1]-2.
- Матч-турнир на первенство мира по шахматам : Гаага — Москва, 1948 г. — Таллин: Эст. гос. изд-во, 1950. — 332 с.
- Французская защита. — Москва: Физкультура и спорт, 1958. — 262 с.
- Сто партий. — Москва: Физкультура и спорт, 1966. — 384 с.

## Примечания

Почтовая марка СССР, посвящённая Паулю Кересу, 1991, 15 копеек (ЦФА 6284, Скотт 5964)